# Alejandro López Andrada
Alejandro López Andrada (Villanueva del Duque, provincia de Córdoba, 13 de febrero de 1957) es un poeta y escritor andaluz. Obtuvo el premio Jaén de Novela 2016 por su obra  Los perros de la eternidad.

## Biografía
Alejandro López Andrada nació en 1957 en Villanueva del Duque (Córdoba), pequeña localidad de la comarca de Los Pedroches, de la que es Hijo Predilecto. Estudió Ciencias de la Educación y trabajó como técnico de cultura en la Mancomunidad de Municipios de Los Pedroches. A sus 35 años fue elegido miembro de la Real Academia de las Letras de Córdoba. Casado y padre de dos hijas, sigue viviendo junto a su familia en su pueblo natal, al que considera su fuente de inspiración. Su personalísima voz se observa tanto en su poesía, como en sus novelas y ensayos, en sus columnas y en sus críticas literarias.

## Trayectoria
Alejandro López Andrada fue un poeta precoz, aunque tardó un tiempo en publicar. Su primer libro, Sonetos para un valle, publicado con 26 años, es un ramillete deslavazado de poemas juveniles que editó la Diputación Provincial de Córdoba en 1984. A ese primer título le siguieron otros muchos, porque Alejandro López ha publicado una veintena de títulos. López Andrada ganó el premio Rafael Alberti de Poesía en 1999 por su libro Los pájaros del frío (2000). En 2002 obtuvo el premio Ciudad de Badajoz de Poesía por su libro Los árboles dormidos.
La novela vino más tarde. En 1990 publicó La dehesa iluminada de la mano de la editorial Antonio Ubago. A este título le siguieron La mirada sepia (1994), La bóveda de cuarzo (1996) o Bruma (1998). 
Los ojos de Natalie Wood fue publicada en 2012 por la editorial El Páramo.
En 2014 publica la novela Los álamos de Cristo en la editorial Trifaldi. En 2016 obtuvo el premio Jaén de novela por su obra Los perros de la eternidad.

## Obras

### Poesía
- Sonetos para un valle (1984)
- El valle de los tristes (1985)
- Novilunio en Allozo (1988)
- Códice de la melancolía (1989, finalista del premio Adonáis)
- El país de Violeta (1990, poesía infantil)
- La floresta de amianto (1991)
- De la herrumbre (1992)
- Álbum de apátrida (1993, Premio Ángel González de Lama)
- La tumba del arco iris (1994, Premio San Juan de la Cruz)
- El rumor de los chopos (1995, Premio José Hierro)
- El bosque del arco iris (1996, poesía infantil)
- El cazador de luciérnagas (1996, accésit del Premio Jaime Gil de Biedma)
- El humo de las viñas (1999, Premio Cáceres, Patrimonio de la Humanidad)
- Los pájaros del frío (2000, Premios Rafael Alberti y Andalucía de la Crítica)
- Los árboles dormidos (2002, Premio Ciudad de Badajoz)
- La nieve en los espinos. Antología (2004)
- El vuelo de la bruma (2005, Premio Ciudad de Salamanca)
- La tierra en sombra (2007, Premio Fray Luis de León )
- Las voces derrotadas (2010, Premio Ciudad de Córdoba)
- Entre zarzas y asfalto (2016)
- Los árboles que huyeron (2019)
- Parte de ausencias (2022)

### Novela
- La dehesa iluminada (1990)
- La mirada sepia (1994)
- La bóveda de cuarzo (1996)
- Bruma (1998)
- El césped de la luna (2001)
- Los hijos de la mina (2003)
- El viento derruido (2004)
- Los años de la niebla (2005)
- El libro de las aguas (2007)
- El óxido del cielo (2009)
- Un dibujo en el viento (2010)
- Los ojos de Natalie Wood (2012)
- Los álamos de Cristo (2014)
- Los perros de la eternidad (2016)
- La dehesa iluminada (2020)
- Un jilguero en el ático (2023)

### Recopilación de artículos periodísticos
- Balcón del valle (1992)
- Las voces antiguas (1995)
- La luz del verdinal (2001)

### Cine
- 2008.- "El libro de las aguas" dirigida por Antonio Giménez Rico y basada en la novela homónima de Alejandro López Andrada (rodada en Los Pedroches en mayo de 2008).

## Premios e Hitos de su Carrera
- 1988.- Finalista del Premio “Adonáis” de Poesía.
- 1992.- Premio de Poesía“Antonio González de Lama”. León.
- 1993.- Premio Nacional de Poesía “San Juan de la Cruz”. Ávila.
- 1994.- Elegido miembro de Real Academia de Nobles Letras y Bellas Artes de Córdoba.
- 1994 y 1996.- Finalista del Premio “Andalucía de Novela”.
- 1996.- Premio Nacional de Poesía “José Hierro”. S.S. de los Reyes. Madrid.
- 1996.- Accésit del Premio Internacional de Poesía “Jaime Gil de Biedma”. Segovia.
- 1997.- Mención de Honor del Premio Andalucía de la Crítica, en modalidad de poesía.
- 1998.- Premio de Poesía “Ciudad de Cáceres”. Cáceres.
- 1999.- Premio Hispanoamericano de Poesía “Rafael Alberti”. Puerto de Santa María (Cádiz).
- 2000.- Premio Andalucía de la Crítica, en modalidad de poesía.
- 2001.- Premio “Encina de los Pedroches”, en modalidad de Cultura.
- 2001 – Traducción de su libro “Los pájaros del frío” a Bielorruso.
- 2002.- Premio Nacional de Poesía “Ciudad de Badajoz”.Badajoz.
- 2005.- Premio Ciudad de Salamanca de Poesía. Salamanca.
- 2005.- Estudio sobre su novela “La Mirada Sepia” en Francia, a cargo de la Catedrática de Lengua Española Anne Paoli, de la Universidad de Aviñón.
- 2005.- Traducción de su libro “El Cazador de Luciérnagas” a francés, por el hispanista Guy Paoli.
- 2006.- Se rotula una calle de El Viso (Córdoba) con el nombre “Poeta Alejandro López Andrada”.
- 2006.- Estudio sobre su obra “Los años de la Niebla” en Francia por la Universidad de Montpellier. Congreso de Literatura y Memoria en Montpellier
- 2006.- Fue seleccionado por la Consejería de Cultura de la Junta de Andalucía junto con otros escritores para representar a Andalucía en la Feria Internacional del Libro de Guadalajara, México.
- 2007.- Premio Internacional de Poesía "Fray Luis de León". Cuenca
- 2007.- Es nombrado hijo predilecto de su localidad natal y de residencia, Villanueva del Duque , por unanimidad del pleno del Ayuntamiento
- 2007.- Se da su nombre a una plaza de su localidad natal "Plaza de Alejandro López Andrada", en ella se encuentra la casa donde nació.
- 2007.- Cede a una productora española de cine los derechos de "El Libro de las Aguas" para la realización de una película basada en dicha obra.
- 2008.- Premio Solienses a su poemario "La tierra en sombra"
- 2010.- Gana por unanimidad del jurado el XVIII Premio de Poesía Ciudad de Córdoba “Ricardo Molina" con el poemario “Las voces derrotadas”.
- 2016.- Premio Jaén de novela